# Вулкан (град)
Вулкан (рум. Vulcan, мађ. Vulkán) град је у Румунији. Он се налази у средишњем делу земље, у историјској покрајини Трансилванија. Вулкан је град у оквиру округа Хунедоара. Град се један од градова из конурбације рударских градова са седиштем у Петрошанију.
Вулкан је према последњем попису из 2021. године имао 19.772 становника.

## Географија
Град Вулкан налази се у крајње југозападном делу историјске покрајине Трансилваније, близу границе са Олтенијом. Вулкан се образовао као рударско средиште у југозападним Карпатима, на горњем делу тока реку Жију.
Површина града износи 86,76 km².

## Историја
Вулкан је млад град, који се развио из невеликог сточарског села у првој половини 19. века, после открића великих рудних резерви. Нагли пораст становништва десио се у другој половини 20. века, у доба комунизма, чија је привреда била усмерена на развој тешке индустрије и рударства. Град је доживео и „популациони бум“, али је падом комунизма дошло до обрнутих процеса, замирања нерентабилне рударске привреде и опадања града у демографском смислу.

## Демографија
| 1956.  | 1966.  | 1977.  | 1992.  | 2002.  | 2011.  | 2021.  |
| ------ | ------ | ------ | ------ | ------ | ------ | ------ |
| 14.859 | 21.979 | 28.664 | 34.524 | 29.740 | 24.160 | 19.772 |

Према попису из 2021. на територији града Вулкан живело је 19.772 становника, од којих у самом насељу Вулкан живи 18.572 становника, а остатак у другим насељима града. У односу на попис из 2011. када је било 24.160 становника, забележен је пад у броју становника од 18,16% тј. 4.388 становника. Већинско становништво чине Румуни са 82,08%, док од мањина највише има Мађара који чине 2,83% укупног становништва града.
| Етнички састав према попису из 2021.‍ | Етнички састав према попису из 2021.‍ | Етнички састав према попису из 2021.‍ | Етнички састав према попису из 2021.‍ | Етнички састав према попису из 2021.‍ |
| ------------------------------------ | ------------------------------------ | ------------------------------------ | ------------------------------------ | ------------------------------------ |
|                                      |                                      |                                      |                                      |                                      |
| Румуни                               | Румуни                               |                                      | 16.229                               | 82,08%                               |
| Мађари                               | Мађари                               |                                      | 559                                  | 2,83%                                |
| Роми                                 | Роми                                 |                                      | 67                                   | 0,34%                                |
| Немци                                | Немци                                |                                      | 13                                   | 0,07%                                |
| Италијани                            | Италијани                            |                                      | 5                                    | 0,03%                                |
| Остали                               | Остали                               |                                      | 24                                   | 0,12%                                |
| Непознато                            | Непознато                            |                                      | 2.875                                | 14,54%                               |

### Насеља
Град Вулкан се састоји из 3 насеља: Вулкан, Деалу Бабиј и Жију-Парошени. Од свих насеља највеће је Вулкан где живи 93,7% становништва града.
| Назив         | Румунски назив | Становништво | Становништво |
| Назив         | Румунски назив | 2011.        | 2021.        |
| ------------- | -------------- | ------------ | ------------ |
| Вулкан        |                | 22.340       | 18.527       |
| Деалу Бабиј   |                | 168          | 120          |
| Жију-Парошени |                | 1.652        | 1.125        |
| Град Вулкан   |                | 24.160       | 19.772       |